# Bisdom Kara

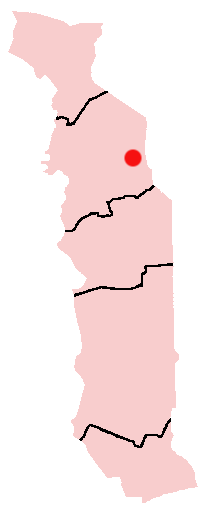
De ligging van Kara in Togo

Het bisdom Kara (Latijn: Dioecesis Karaensis) is een rooms-katholiek bisdom met als zetel Kara in Togo. Het is een suffragaan bisdom van het aartsbisdom Lomé. Het bisdom werd opgericht in 1994. De hoofdkerk is de kathedraal Saint-Pierre et Saint-Paul in Kara.
In 2019 telde het bisdom 35 parochies. Het bisdom heeft een oppervlakte van 10.590 km² en telde in 2019 864.000 inwoners waarvan 19,2% rooms-katholiek was.

## Bisschoppen
- Ernest Patili Assi (1994-1996)
- Ignace Baguibassa Sambar-Talkena (1996-2009)
- Jacques Danka Longa (2009-)